# ARRB1
ARRB1 (англ. Arrestin beta 1) – білок, який кодується однойменним геном, розташованим у людей на короткому плечі 11-ї хромосоми. Довжина поліпептидного ланцюга білка становить 418 амінокислот, а молекулярна маса — 47 066.
| 10         |  | 20         |  | 30         |  | 40         |  | 50         |
| ---------- |  | ---------- |  | ---------- |  | ---------- |  | ---------- |
| MGDKGTRVFK |  | KASPNGKLTV |  | YLGKRDFVDH |  | IDLVDPVDGV |  | VLVDPEYLKE |
| RRVYVTLTCA |  | FRYGREDLDV |  | LGLTFRKDLF |  | VANVQSFPPA |  | PEDKKPLTRL |
| QERLIKKLGE |  | HAYPFTFEIP |  | PNLPCSVTLQ |  | PGPEDTGKAC |  | GVDYEVKAFC |
| AENLEEKIHK |  | RNSVRLVIRK |  | VQYAPERPGP |  | QPTAETTRQF |  | LMSDKPLHLE |
| ASLDKEIYYH |  | GEPISVNVHV |  | TNNTNKTVKK |  | IKISVRQYAD |  | ICLFNTAQYK |
| CPVAMEEADD |  | TVAPSSTFCK |  | VYTLTPFLAN |  | NREKRGLALD |  | GKLKHEDTNL |
| ASSTLLREGA |  | NREILGIIVS |  | YKVKVKLVVS |  | RGGLLGDLAS |  | SDVAVELPFT |
| LMHPKPKEEP |  | PHREVPENET |  | PVDTNLIELD |  | TNDDDIVFED |  | FARQRLKGMK |
| DDKEEEEDGT |  | GSPQLNNR   |  |            |  |            |  |            |

A: Аланін

C: Цистеїн

D: Аспарагінова кислота

E: Глутамінова кислота

F: Фенілаланін

G: Гліцин

H: Гістидин

I: Ізолейцин

K: Лізин

L: Лейцин

M: Метіонін

N: Аспарагін

P: Пролін

Q: Глутамін

R: Аргінін

S: Серин

T: Треонін

V: Валін

Кодований геном білок за функціями належить до фосфопротеїнів, інгібіторів передачі внутрішньоклітинних сигналів. 
Задіяний у таких біологічних процесах, як транскрипція, регуляція транскрипції, транспорт, транспорт білків, альтернативний сплайсинг. 
Локалізований у клітинній мембрані, цитоплазмі, ядрі, мембрані, клатрин-вкритих заглибинах мембрани, клітинних відростках, цитоплазматичних везикулах.